# Csölle (település)
Csölle (szlovákul Rovinka, 1948-ig Čela, 1960-ig Štefánikovce, németül Waltersdorf) község Szlovákiában, a Pozsonyi kerületben, a Szenci járásban. Alsó- és Felsőcsölle egyesítésével jött létre.

## Fekvése
Pozsonytól 10 km-re délkeletre fekszik.

## Története
Alsócsöllét 1235-ben, Felsőcsöllét 1532-ben említik először. Egykori várkastélyát 1441-ben Erzsébet királyné zsoldosai építették az esztergomi érsekség birtokán. Még abban az évben ifj. Rozgonyi István foglalta el I. Ulászlónak és adományba kapta. Valószínűleg a helyére épült a falu mai kastélya. 1553-ban az esztergomi érsekségnek a falu 7 portája, Farkas Ignácnak pedig 4 portája adózott.1682-ben a falu lakosait az árvíz és a tűzvész okozta gazdasági károk miatt felmentették az adófizetés alól.
Vályi András szerint "Alsó Csölle, unter Voltersdorf. Német falu Poson Vármegyében, földes Ura Klobusitzky Uraság, vagy az Esztergomi Érsegség, és más Urak, lakosai katolikusok, fekszik Miserd mellett, az öreg Duna folyásánál, Posontól más fél mértföldnyire. Határja két nyomásbéli, középszerű termékenységű, legelője, réttyei jók, fája szűken; de vagyonnyaikat jól eladhattyák, lakosai közzűl számosan fuharozással is táplállyák életeket, második Osztálybéli. Felső Csölle, ober Voltersdorf. Német falu az előbbinek szomszédságában, Miserdhez is közel, földes Ura az Esztergomi Érsekség, vagy Gróf Pálfy Uraság, fekszik az Ország úttyában, határjának, ’s vagyonnyainak középszerű voltához képest, második Osztálybéli."
Fényes Elek szerint "Alsó-Csölle, (Unter-Valtersdorf), német falu, a Pozsonból Somorjába vivő országútban, Pozsonhoz 1 1/2 órányira. Paraszt házai csinosok. Van 3 nemesi lakháza, s vendégfogadója, 213 kath., 25 evangelikus lak. Határja két nyomásra oszlik; szép buzát, rozsot terem; rétje nem sok; de a Duna mentiben derék kis erdővel bir. F. u. 1/2 gr. Pálffy, 1/4 Brogyányi örökösök, 1/4 N. asszonyság. Felső-Csölle, (Ober-Valtersdorf), német falu, Pozson vmgyében, mindjárt az előbbeni helység mellett, 286 kath. lak., egy kath. filial templommal, vendégfogadóval. Határja ollyan mint Alsó-Csölleé. Lakosai, kik magyarul is beszélnek, vagyonosok, jó lovat tartanak s gabonával kereskednek. F. u. az esztergomi érsek."
Alsó- és Felsőcsöllét 1913-ban egyesítették.
A trianoni békeszerződésig Pozsony vármegye Somorjai járásához tartozott. 1930-ban még a község lakosainak közel háromnegyede német volt, akiket a második világháború után kitelepítettek, helyükre szlovákok költöztek. 1948 és 1960 között Milan Rastislav Štefánik  (1880–1919) szlovák asztronómus, katona és politikus, az önálló Csehszlovákia egyik megteremtőjének nevét viselte.

## Népessége
| Év:            | 1994. | 2004.   | 2014.     | 2024.     |
| -------------- | ----- | ------- | --------- | --------- |
| Emberek száma: | 1216  | 1368    | 3021      | 6322      |
| Eltérés:       |       | +12,5 % | +120,83 % | +109,26 % |

| Év:            | 2023. | 2024.   |
| -------------- | ----- | ------- |
| Emberek száma: | 6099  | 6322    |
| Eltérés:       |       | +3,65 % |

1880-ban Alsócsölle 272 lakosából 250 magyar, 10 német és 2 szlovák anyanyelvű, Felsőcsölle 295 lakosából 257 magyar, 28 német és 1 szlovák anyanyelvű volt.
1890-ben Alsócsölle 269 lakosából 225 német, 43 magyar és 1 szlovák anyanyelvű, Felsőcsölle 292 lakosából 286 magyar és 6 német anyanyelvű volt.
1900-ban Alsócsölle 246 lakosából 172 német, 71 magyar és 3 szlovák anyanyelvű, Felsőcsölle 275 lakosából 233 német, 38 magyar és 3 szlovák anyanyelvű volt.
1910-ben 524 lakosából 399 német, 115 magyar és 10 szlovák volt.
1919-ben 585 lakosából 440 német, 134 magyar és 11 szlovák volt. Ebből 571 római katolikus és 14 evangélikus volt.
1921-ben 592 lakosából 385 német, 197 magyar, 2 csehszlovák és 8 állampolgárság nélküli volt.
1930-ban 681 lakosából 492 német, 173 magyar, 14 csehszlovák és 2 állampolgárság nélküli volt.
1970-ben 1036 lakosából 153 magyar, 5 cseh, 4 német 868 szlovák volt.
1980-ban 1207 lakosából 162 magyar és 1017 szlovák volt.
1991-ben 1216 lakosából 114 magyar és 1065 szlovák volt.
2001-ben 1274  lakosából 95 magyar és 1127 szlovák volt.
2011-ben 2250 lakosából 1998 szlovák, 78 magyar, 23 cseh, 12 német, 9 ukrán, 3-3 ruszin, lengyel, morva és bolgár, 2 zsidó, 1 orosz, 16 egyéb nemzetiségű és 99 ismeretlen nemzetiségű volt.
2021-ben 5136 lakosából 138 (+24) magyar, 4589 (+31) szlovák, (+1) cigány, 7 (+26) ruszin, 151 (+34) egyéb és 251 ismeretlen nemzetiségű volt.

## Nevezetességei

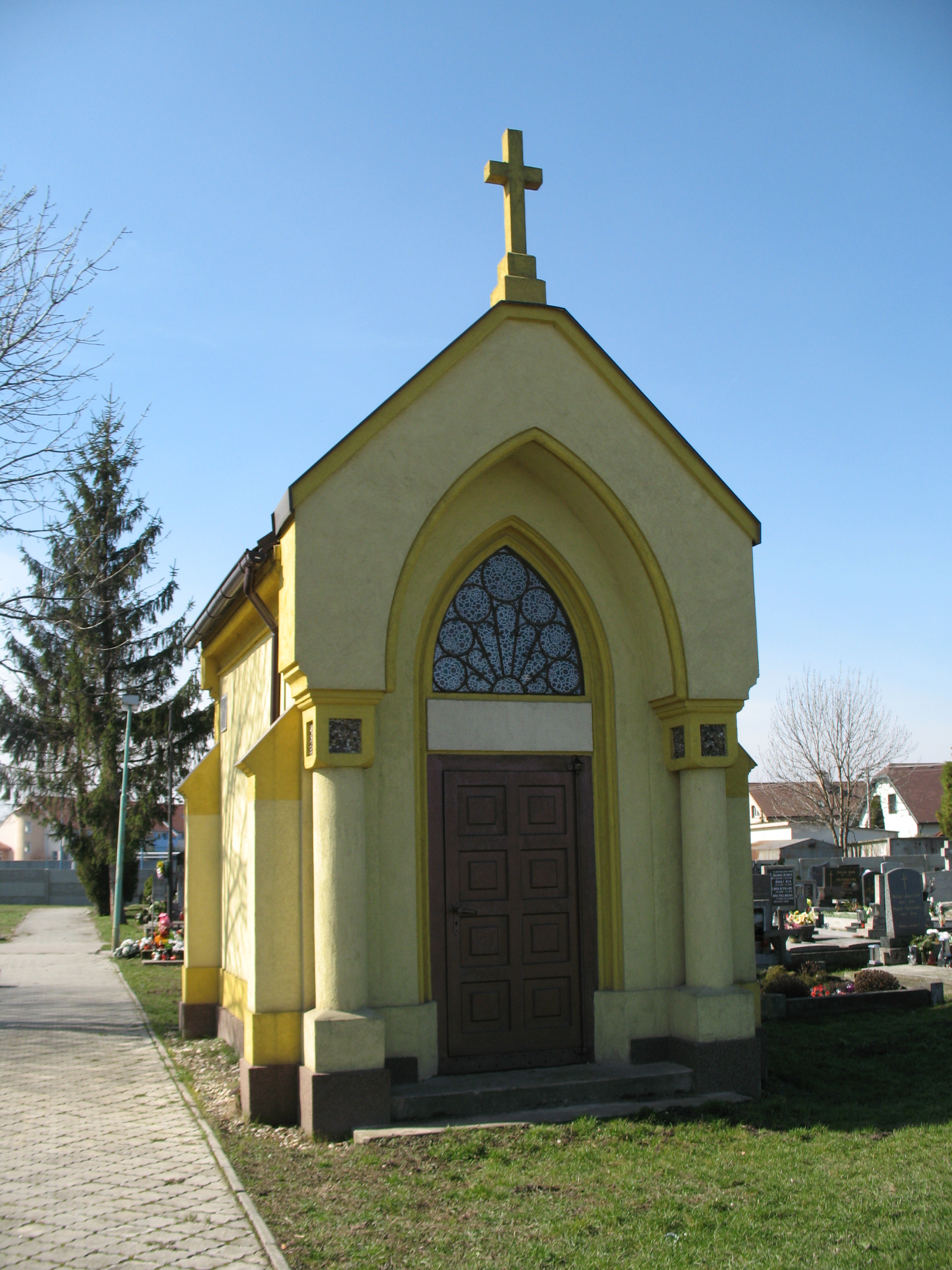
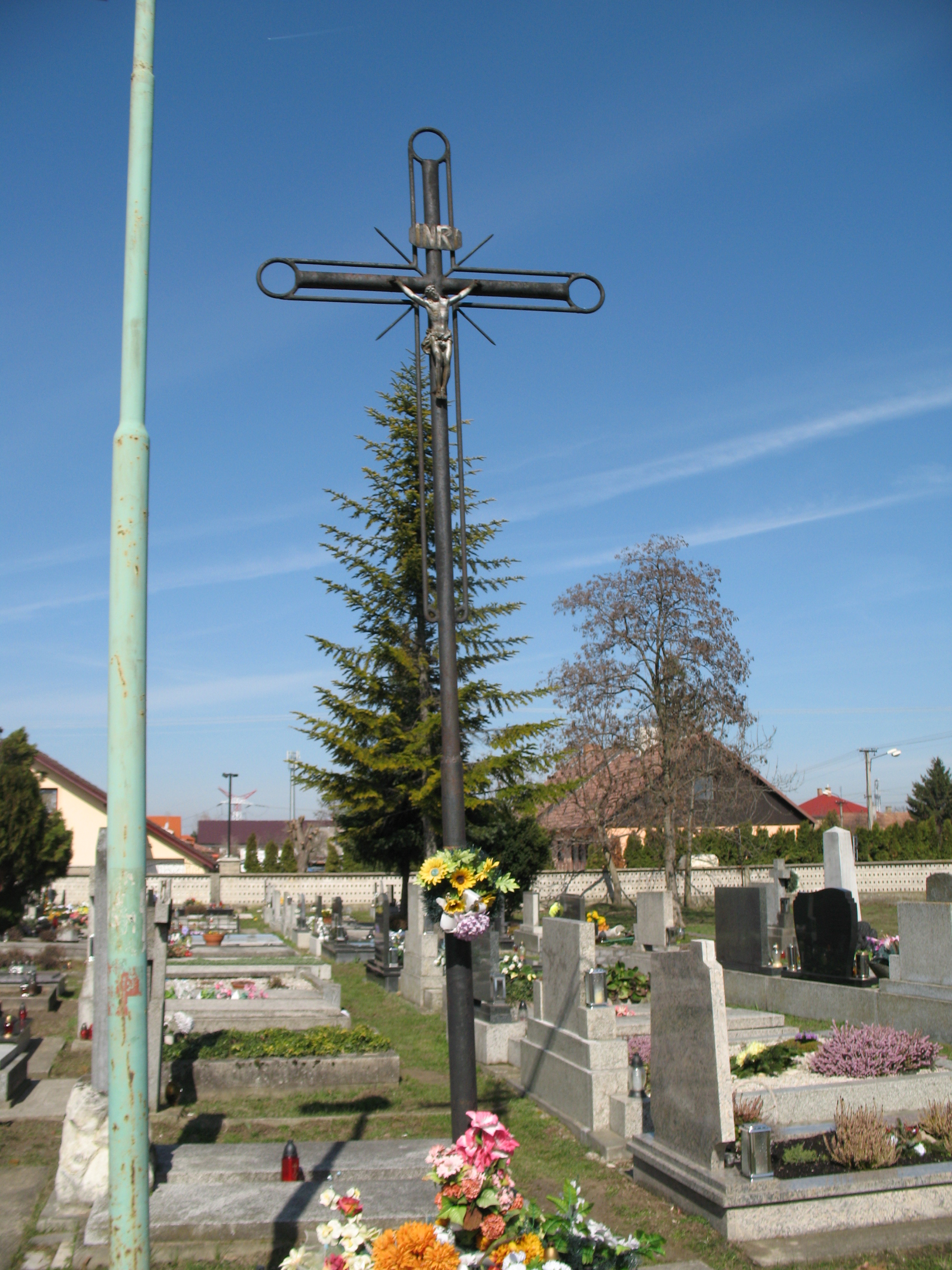

- A Szentháromság tiszteletére szentelt római katolikus temploma 1798-ban épült.